# Jean-Marie Colombani
Pour les articles homonymes, voir Colombani.
Jean-Marie Colombani est un journaliste et essayiste français né le 7 juillet 1948 à Dakar (Sénégal), cofondateur et directeur de publication du magazine en ligne Slate.fr. Il a été président du directoire du journal Le Monde et directeur de ce dernier de 1994 à 2007.

## Biographie

### Jeunesse et études
Jean-Marie Colombani est diplômé de l'Institut d'études politiques de Paris, section Service public, en 1970. Il est également diplômé de l'université de Paris II Panthéon-Assas, où il obtient une licence de droit et un diplôme d'études supérieures en droit.
Il commence sa carrière en 1973 comme journaliste à l'ORTF, puis au bureau de FR3 à Nouméa (Nouvelle-Calédonie), il est parallèlement correspondant-pigiste pour le quotidien Le Monde.

### Carrière au quotidienLe Monde

#### Historique
Il entre en 1977 au Monde comme rédacteur au service politique, d'abord chargé de la ville de Paris puis du Parti socialiste. Il intègre la promotion 1983 des « Young Leaders » de la French-American Foundation. Il devient chef du service politique en 1983. Il est nommé rédacteur en chef en 1990, année où il se présente aux suffrages des rédacteurs face à Daniel Vernet pour assurer la direction du quotidien. C'est ce dernier qui est choisi par les journalistes mais les autres actionnaires imposent une personnalité extérieure au quotidien, Jacques Lesourne. Colombani devient adjoint au directeur de la rédaction en 1991.
À la suite de la démission de Jacques Lesourne, il est élu directeur du journal en mars 1994, d'abord par la société des rédacteurs du Monde (SRM) puis par les actionnaires du journal. il est notamment aidé dans son ascension pour parvenir à la tête du Monde par le journaliste Alain Rollat qui pèse « de tout son poids de chef adjoint du service politique, d'administrateur de la société des rédacteurs, de délégué syndical CGT ». Ce dernier dénoncera plus tard ces manœuvres dans son récit Ma part du Monde. Vingt-cinq ans de liberté d’expression (2003). Sous sa direction, une nouvelle formule du quotidien est lancée en 1995, et permet de relancer les ventes. La même année, Le Monde inaugure sa présence sur Internet.
En 2003, il est mis en cause, ainsi qu'Edwy Plenel dans l'essai consacré au quotidien par Pierre Péan et Philippe Cohen, La Face cachée du Monde, le livre insistant notamment sur le rôle de Jean-Marie Colombani entre presse et pouvoir dans des dossiers corses,,. Jean-Marie Colombani reviendra par la suite sur la période dénoncée par l'essai de Péan et Cohen reconnaissant avoir commis « des erreurs » et dénonçant l'appétit de pouvoir et les « enracinements trotskistes profonds » d'Edwy Plenel qui modifieront l'esprit du quotidien,.
Sa rémunération annuelle, cette année-là, dépasse les 340 000 euros.
Il est réélu en 2000 pour un nouveau mandat. Il engage alors le journal dans la construction d'un groupe de presse, aujourd'hui le groupe La Vie-Le Monde. Après avoir tenté en vain de racheter L'Express à Vivendi, il parvient à réaliser un rapprochement le groupe Midi libre et les « Publications de la vie catholique » (La Vie, Télérama…). En octobre 2006, la société des rédacteurs du Monde s'oppose à la création d'un « pôle sud » de la presse quotidienne régionale réunissant les actifs du Monde (Midi libre, L'Indépendant, Centre Presse) et ceux de Lagardère (La Provence, Nice-Matin, Corse-Matin et Var-Matin). Ce faisant cette politique consistant à agrandir le périmètre du groupe par l’endettement a pour conséquence, en 2005, la nécessité d'une recapitalisation qui fait entrer le groupe Lagardère et la société espagnole Prisa dans le capital (à hauteur respectivement de 17,27 % et de 15,01%).
Le 22 mai 2007, le vote des membres de la société des rédacteurs du Monde (SRM) portant sur un troisième mandat de Jean-Marie Colombani à la tête du directoire du groupe s'est conclu par un désaveu. 48,5 % des suffrages se sont exprimés pour une reconduction ; 46,7 % se sont prononcés contre. 60 % des voix étaient cependant nécessaires selon les règles internes du journal. Il n'a donc pas été reconduit par le conseil de surveillance, la SRM disposant d'un droit de veto.
À l'occasion de son départ du Monde, il devait percevoir une indemnité de 950 000 €.
Le 2 juillet 2007, Pierre Jeantet (recruté un an plus tôt comme directeur général) lui a succédé au poste de président du directoire du groupe Le Monde, accompagné de Bruno Patino comme vice-président, tandis qu'Éric Fottorino (précédemment directeur de la rédaction) lui succède au poste de directeur du journal (les fonctions de président du groupe et de directeur du journal étant désormais dissociées).

#### Polémiques
Jean-Marie Colombani a été visé dans la controverse liée à la gouvernance du journal Le Monde pour avoir supervisé la mise en place à la fin de l'année 2005 avec Alain Minc du concept de journalisme de validation, censé se substituer à celui de journalisme d'investigation,,,.

##### Génocide des Tutsi
En 1998, dans son livre Un génocide secret d'État, Jean-Paul Gouteux mit en cause Jean-Marie Colombani pour le traitement des informations relatives au génocide des Tutsi dans le journal Le Monde, rappelant qu'un ancien responsable des services français avait écrit qu'il était un « honorable correspondant » de ces services. Jean-Marie Colombani perdit son procès contre Jean-Paul Gouteux. Dans un autre livre, Le Monde un contre-pouvoir ?, paru en 1999, Jean-Paul Gouteux fut condamné à verser 1 franc symbolique à Jean-Marie Colombani[réf. nécessaire].

#### Prises de positions politiques
Dans ses éditoriaux du Monde, Jean-Marie Colombani a pris position pour Lionel Jospin à l'élection présidentielle de 1995, pour Jacques Chirac au second tour de la présidentielle de 2002, et pour Ségolène Royal à l’élection présidentielle de 2007.

### Autres fonctions comme journaliste

#### Presse
À partir du 25 novembre 2013 chaque lundi il devient éditorialiste pour le journal gratuit Direct Matin.

#### Radio et télévision
Jean-Marie Colombani a régulièrement pris part à l’équipe d’intervieweurs du Club de La Presse, émission politique dominicale proposée par Europe 1 et Canal+.
Il anime une chronique politique hebdomadaire sur France Inter ainsi que l'émission Faces à Faces sur Public Sénat. Il a animé avec Jean-Claude Casanova l'émission La Rumeur du monde sur France Culture. Il a également coanimé les émissions L'Heure de vérité (France 2) et Questions à domicile (TF1, avec Anne Sinclair).
Il anime sur Radio Classique tous les samedis matins une chronique intitulée « Commentaire » avec Jean-Claude Casanova et un invité différent chaque samedi.

#### Internet
Début 2009, il lance la version française du site d'informations américain Slate avec notamment deux autres anciens journalistes du Monde, Éric Leser et Éric Le Boucher.

### Essais
Il est l'auteur d'une quinzaine d'essais principalement consacrés à la vie politique française, notamment aux présidents de la République successifs : François Mitterrand (Portrait du président, Le Mariage blanc, La France sans Mitterrand, Le Double Septennat de François Mitterrand), Jacques Chirac (Le Résident de la République) et Nicolas Sarkozy (Un Américain à Paris).

### Rapport sur l'adoption
Le 19 mars 2008, il remet au président de la République un rapport comportant trente-deux propositions sur l'adoption parentale en France. En effet Nicolas Sarkozy lui avait confié cette mission au mois d'octobre 2007. Jean-Marie Colombani est d'ailleurs lui-même père de deux enfants adoptés.

## Publications
- Contradictions, entretiens avec Anicet Le Pors, Ed. Messidor, 1984
- L'Utopie calédonienne, Denoël, 1985
- Portrait du président ou le monarque imaginaire, Gallimard, 1985
- Le Mariage blanc, en collaboration avec Jean-Yves Lhomeau, Grasset, 1986
- Questions de confiance, entretiens avec Raymond Barre, Flammarion, 1987
- Les Héritiers, en collaboration avec Jean-Yves Lhomeau, Flammarion, 1989
- La France sans Mitterrand, Flammarion, 1992
- La gauche survivra-t-elle aux socialistes ?, Flammarion, 1994
- Le Double Septennat de François Mitterrand, en collaboration avec Hugues Portelli, Grasset, 1995
- De la France en général et de ses dirigeants en particulier, Plon, 1996
- Le Résident de la République, Stock, 1998
- La Cinquième ou la République des phratries, en collaboration avec Georgette Elgey, Fayard, 1999
- Les Infortunes de la République, Grasset, 2000
- Tous Américains ? Le Monde après le 11 septembre 2001, Grasset, 2002
- France-Amérique : Déliaisons Dangereuses, en collaboration avec Walter Wells, Jacob-Duvernet, 2004
- Au fil du Monde, Plon, 2007
- Rapport sur l'Adoption, La Documentation Française, Mars 2008
- Un Américain à Paris, Plon, 2008
- Un Monde à part, (avec Catherine Vincent), Plon, 2013

## Décorations
- Chevalier de la Légion d'honneur, 31 décembre 2015[20]
- Commandeur de l'ordre des Arts et des Lettres (2025)[21]